# Gereña
Gereña/Guereña és un poble i concejo pertanyent al municipi de Vitòria. Tenia 24 habitants en (2007). Està enclavat en la Zona Rural Nord-oest de Vitòria. Formà part del municipi de Foronda fins al 1975, quan fou annexat a Vitòria. Es troba a uns 500 metres de l'aeroport de Vitòria.

## Demografia
| 2000 | 2001 | 2002 | 2003 | 2004 | 2005 | 2006 | 2007 |
| ---- | ---- | ---- | ---- | ---- | ---- | ---- | ---- |
| 17   | 18   | 24   | 21   | 21   | 22   | 24   | 24   |